# Live It Up
„Live It Up“ je pesma turske rok grupe Juksek sadakat (tur. Yüksek Sadakat) kojom su predstavljali Tursku na Pesmi Evrovizije 2011. Bend je 1. januara 2011. izabran da predstavlja Tursku na izboru za Pesmi Evrovizije 2011. a 26. februara su prvi put javno izveli pesmu „Live It Up“. Turska je nastupala u prvoj polufinalnoj večeri takmičenja i nije uspela da se plasira u finale.